# Любовь втроём

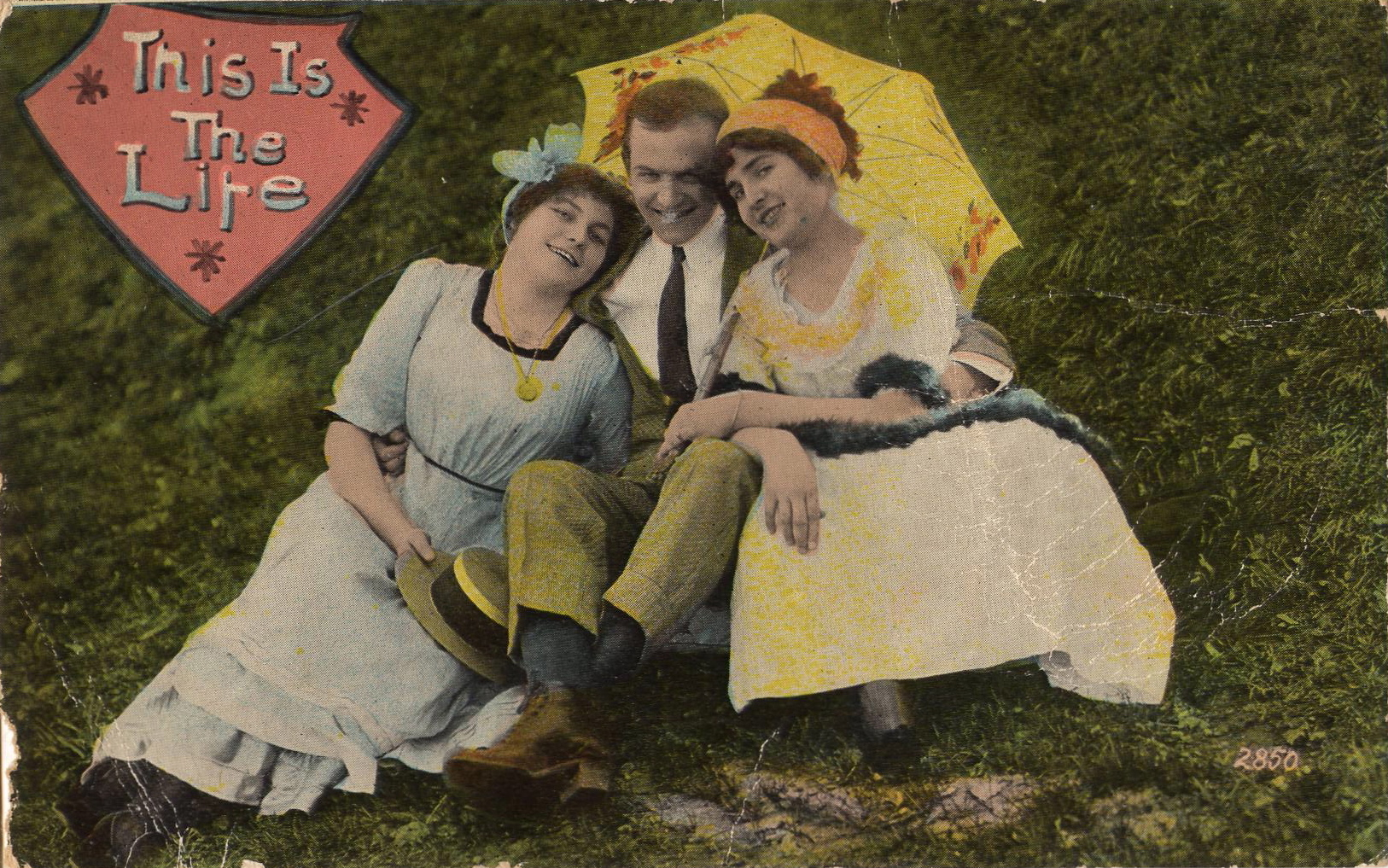
Открытка 1910 года, с надписью «Вот это жизнь!»

Любовь втроём (фр. ménage à trois, буквально — хозяйство на троих) — форма взаимоотношений, при которой три человека живут вместе и имеют сексуальные отношения друг с другом. «Ménage à trois» является одним из возможных вариантов группового брака, который на постсоветском пространстве традиционно называют «шведской семьёй».

## В искусстве
Феномен представлен в таких произведениях литературы, как «Зависть» Олеши, «Любовь пчёл трудовых» Александры Коллонтай и кино, включая кинофильмы:
- (1927) «Третья Мещанская» Абрама Роома.
- (1962) «Жюль и Джим» Франсуа Трюффо
- (1969) «Бутч Кэссиди и Санденс Кид» Дж. Р. Хилла
- (1998) «Ретро втроём» Петра Тодоровского
- (2003) «Мечтатели» Бернардо Бертолуччи.

## Исторические примеры
- Русский поэт и публицист Николай Алексеевич Некрасов, писательница и мемуаристка Авдотья Яковлевна Панаева и её муж журналист и писатель Иван Иванович Панаев;
- Русский советский поэт Владимир Владимирович Маяковский, литератор Лиля Юрьевна Брик и её супруг, литературный критик Осип Максимович Брик;
- Британский дипломат Уильям Гамильтон, его жена Эмма Гамильтон и вице-адмирал Горацио Нельсон;
- Герцогиня Девонширская Джорджиана Кавендиш, её супруг 5-й герцог Девонширский Уильям Кавендиш и леди Элизабет Фостер;
- Британский политик, финансист и промышленник Генри Монд[англ.], его жена Эми Гвен Уилсон и английский писатель и драматург Гилберт Каннан[англ.];
- Шведский король Густав III, граф Адольф Фредрик Мунк и королева Швеции София Магдалена;
- Французский писатель Шарль Виллер[англ.], немецкая ученая, доктор философии Доротея фон Родде-Шлёцер и её муж бюргермейстер Любека Матеус Родде;
- Скрипачка Ольга Рудж[англ.], американский поэт Эзра Паунд и его жена Дороти Шекспир;
- Французский поэт Поль Элюар, его жена Елена Ивановна Дьяконова и немецко-французский художник Макс Эрнст;
- Английский писатель Олдос Хаксли, его первая жена Мария и Мэри Хатчинсон;
- Английская поэтесса Эдит Несбит, её муж банковский клерк Хьюберт Бланд и его любовница Алиса Хоатсон;
- Американский психолог, изобретатель и автор комиксов Уильям Марстон, его жена Элизабет Марстон и его любовница журналистка Оливия Бирн;
- Немецкие философы Фридрих Ницше, Пауль Рэ и их общая подруга писательница Лу Саломе;
- Швейцарский психиатр Карл Юнг, его жена психиатр Эмма Юнг и его пациентка, а затем психоаналитик, помощница и любовница Тони Вольфф[англ.];
- Американский писатель и художник Генри Миллер, его вторая жена Джун Эдит Смит и её любовница Джин Кронски;
- Швейцарский теолог Карл Барт, его жена Нелли Барт и любовница Шарлотта фон Киршбаум.
- Российский революционер-марксист Владимир Ульянов-Ленин, его жена Надежда Крупская и революционерка Инесса Арманд[2].